# Pichia
Pichia (Hansen, 1904) je rod kvasinek náležící do čeledi Pichiaceae, oddělení Ascomycota. Buňky jsou oválné nebo sférické, nepohlavní rozmnožování probíhá multilaterálním pučením. Při pohlavním rozmnožování tvoří sférické až kloboukovité askospory, jejichž počet v asku se liší mezi jednotlivými druhy. Anamorfami některých druhů jsou zástupci rodu Candida.
Různé druhy jsou izolovány často v souvislosti s produkcí alkoholu. V malém množství se přirozeně nachází na hroznech révy vinné a účastní se počáteční fáze fermentace. Některé kmeny mohou ve víně podpořit tvorbu ovocitého aroma, jiné mohou produkovat nežádoucí aromatické látky.